# Christian von der Maase
Christian von der Maase (9. april 1723 – begravet 12. august 1748) var en dansk landsdommer.
Han var søn af af ejer af Clausholm og Raskenberg, justitsråd Christian (Masius) von der Maase og Magdalene Susanne Numsen. 18. september 1744 blev han udnævnt til 3. vicelandsdommer for Fyn og Langeland med successionsret, blev 1745 exam.jur., mødte 1. gang 22. september samme år og sidste gang 22. december samme år. Han døde ugift 1748.